# 庭の千草 (映画)
『庭の千草』（にわのちぐさ、原題：Three Smart Girls Grow Up）は、1939年3月24日にアメリカ合衆国で公開された映画。
1936年に公開された映画『天使の花園』の続編である。
1938年の映画『年ごろ』に次ぐディアナ・ダービン主演の映画。『天使の花園』『オーケストラの少女』と同じくヘンリー・コスターが監督、ジョセフ・ヴァレンタインが撮影を務めた。

## スタッフ
- 監督：ヘンリー・コスター
- 製作：ジョー・パスターナク
- 脚本：ブルース・マニング、フェリックス・ジャクソン
- 撮影：ジョゼフ・ヴァレンタイン
- 音楽監督：チャールズ・プレヴィン

## キャスト
- ディアナ・ダービン（ペニー）
- ナン・グレイ（ジョーン）
- ヘレン・パーリッシュ（ケイ）
- チャールズ・ウィニンジャー（ジャドソン・クレイグ）
- ネラ・ウォーカー（クレイグ夫人）
- ロバート・カミングス（ハリー・ローレン）
- ウィリアム・ランディガン（リチャード・ワトキンズ）
- アーネスト・コサート（執事）
- フェリックス・ブレサート（音楽の先生）

## 挿入曲日本語カバー
- ポリドール2892（1940年3月新譜）
  - 関種子「舞踏への勧誘」
  - 小林千代子「庭の千草」